# فرانك بومان
فرانك بومان (بالإنجليزية: Frank Bowman)‏ هو ضابط أمريكي، ولد في 19 ديسمبر 1944 في تشاتانوغا في الولايات المتحدة.